# Kirin Cup 1984
De Kirin Cup 1984 was de 7e editie van de Kirin Cup. Het toernooi werd gehouden van 27 mei tot en met 5 juni 1984. Er deden zowel landenteams als clubteams aan dit toernooi mee. Er werd, evenals het toernooi in 1981, gespeeld in 2 groepen van 3 teams. De winnaar van dit toernooi was het Braziliaanse SC Internacional.

## Groepsfase

### Groep A
| Pos | Land        | Wed | Win | Gel | Ver | DV | DT | +/− | Pnt |
| --- | ----------- | --- | --- | --- | --- | -- | -- | --- | --- |
| 1   | China       | 2   | 1   | 0   | 1   | 3  | 3  | 0   | 2   |
| 2   | Toulouse FC | 2   | 1   | 0   | 1   | 3  | 3  | 0   | 2   |
| 3   | Japan       | 2   | 1   | 0   | 1   | 1  | 1  | 0   | 2   |

|             |       |       |             |  |
| 27 mei 1984 | Japan | 0 – 1 | Toulouse FC |  |
| 27 mei 1984 |       |       |             |  |

|             |       |       |             |  |
| 29 mei 1984 | China | 3 – 2 | Toulouse FC |  |
| 29 mei 1984 |       |       |             |  |

|             |       |       |       |  |
| 31 mei 1984 | Japan | 1 – 0 | China |  |
| 31 mei 1984 |       |       |       |  |

### Groep B
| Pos | Land                 | Wed | Win | Gel | Ver | DV | DT | +/− | Pnt |
| --- | -------------------- | --- | --- | --- | --- | -- | -- | --- | --- |
| 1   | SC Internacional     | 2   | 1   | 1   | 0   | 3  | 0  | +3  | 3   |
| 2   | Ierland              | 2   | 0   | 2   | 0   | 0  | 0  | 0   | 2   |
| 3   | Japan Universiade XI | 2   | 0   | 1   | 1   | 0  | 3  | –3  | 1   |

|             |         |       |                      |  |
| 27 mei 1984 | Ierland | 0 – 0 | Japan Universiade XI |  |
| 27 mei 1984 |         |       |                      |  |

|             |                  |       |                      |  |
| 30 mei 1984 | SC Internacional | 3 – 0 | Japan Universiade XI |  |
| 30 mei 1984 |                  |       |                      |  |

|             |                  |       |         |  |
| 1 juni 1984 | SC Internacional | 0 – 0 | Ierland |  |
| 1 juni 1984 |                  |       |         |  |

## Knock-outfase
|  | halve finale     | halve finale |  |         | finale           | finale |
|  |                  |              |  |         |                  |        |
|  | 3 juni           |              |  |         |                  |        |
|  | SC Internacional | 4            |  |         |                  |        |
|  | China            | 1            |  |         | 5 juni           | 5 juni |
|  |                  |              |  |         | SC Internacional | 2      |
|  | 3 juni           | 3 juni       |  | Ierland | 1                |        |
|  | Ierland          | 1            |  |         |                  |        |
|  | China            | 0            |  |         |                  |        |

### Halve finale
|             |                  |       |             |  |
| 3 juni 1984 | SC Internacional | 4 – 1 | Toulouse FC |  |
| 3 juni 1984 |                  |       |             |  |

|             |         |       |       |  |
| 3 juni 1984 | Ierland | 1 – 0 | China |  |
| 3 juni 1984 |         |       |       |  |

### Finale
|             |                  |       |         |  |
| 5 juni 1984 | SC Internacional | 2 – 1 | Ierland |  |
| 5 juni 1984 |                  |       |         |  |

| Winnaar Kirin Cup 1984    |
| ------------------------- |
|                           |
| SC Internacional 1e titel |